# Scotorepens orion
Scotorepens orion é uma espécie de morcego da família Vespertilionidae. Endêmica da Austrália.